# 단선 (철도)

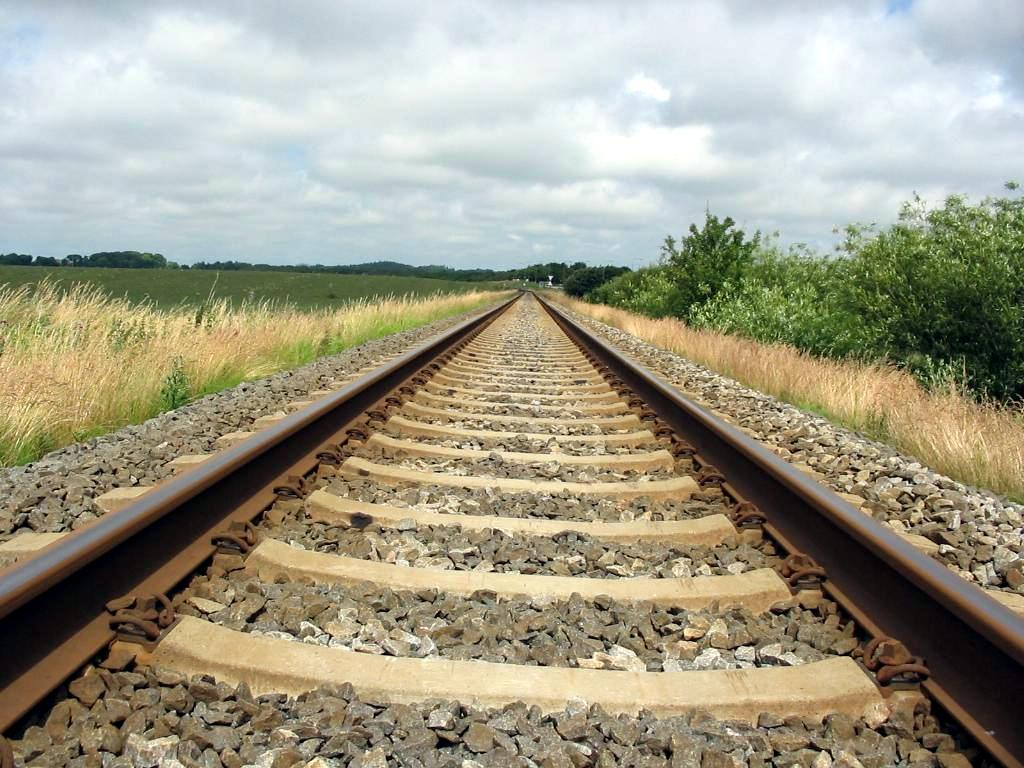
단선 철도

단선(單線)은 철도에서 각 방향의 교통을 하나의 선로로 처리하는 것을 말한다.
단선은 가장 기본적인 선로 설치 방법으로, 철도 역사의 초기부터 사용되어 왔으며, 최저한의 투자와 노력으로 선로를 설치하는 것이 가능하기 때문에 교통량이 적은 구간, 일방통행에 채용된다.
그러나, 단선 철도는 양 방향 모두 하나의 철도로 운행하기 때문에, 동시에 열차가 운행하게 될 경우 충돌 사고가 발생하게 되며, 따라서 이를 막기 위해 각종 신호와 보안장치, 폐색과 같은 개념이 도입되었으며, 또한 역에서는 열차를 대피 혹은 교행시키기 위하여 추가적인 선로와 선로전환기를 설치하고 설비를 취급하기 위한 담당자를 배치하는 등의 조치가 따라야만 한다. 이러한 까닭으로 인해 교통량이 한산하거나, 지형이나 사회적 이유로 복선화가 불가능한 경우나 철도의 경제성이 낮아 단선으로 충분한 경우가 아니라면 그리 선호되지 않는다.
교통량이 증가하는 등의 이유로, 단선을 복선으로 증설하기도 하며, 이를 복선화라고 한다.

## 단선을 사용하는 대표적인 노선

### 대한민국
- 장항선 - 홍성 ~ 대야 구간
- 영동선
- 중부내륙선
- 전라선 - 여천 ~ 여수엑스포 구간
- 태백선 - 입석리 ~ 동백산 구간
- 정선선
- 경전선 - 순천 ~ 광주송정 구간
- 광주선
- 경북선
- 교외선
- 동해선 - 포항역 ~ 영덕역
- 경원선 - 동두천역 ~ 백마고지역
- 경의선 - 문산역 ~ 도라산역
- 경강선 - 남강릉신호장 ~ 강릉역

### 조선민주주의인민공화국
조선민주주의인민공화국에는 경의선과 경원선 등의 일부 구간을 제외하면 전부 단선 철도로 운용된다. 그러나 현지 선로의 체계가 1950년대 이전 당시에 부설되어 있기 때문에 잦은 사고와 선형 개량 등도 역시 좋지 못하고 있는 사례로 손을 꼽힌다.

## 같이 보기
- 복선
- 복복선